# American Ride (sång)
"American Ride" är en countrylåt skriven av Joe West och Dave Pahanish, och inspelad av Toby Keith. Den blev första singel ut och titelspåret för Keiths 13:e studioalbum, släppt i oktober 2009. Den uktom i juli 2009 som 47:e single i hans karriär, och debuterade på placeringen #38 på US Billboard Hot Country Songs. Den blev hans 19:e listetta den 10 oktober 2009.

## Handling
Sången är en upptempolåt som nämner olika politiskt orienterade frågor i USA, som illegal invandring ("Tidal Wave comin' 'cross the Mexican border"), politisk korrekthet ("Don't get busted singin' Christmas carols"), larviga rättsfall ("Spill a cup of coffee, make a million dollars"), och religionens minskade betydelse ("Plasma gettin' bigger, Jesus gettin' smaller"), men sångaren förklarar sig ändå vara stolt over att leva i Amerika.
Dave Pahanish och Joe West, låtskrivarna, namngav ursprungligen låten "American Life" då de överlämnade demoversionen till Keith. Pahanish och West talade om "skojiga, men irriterande, grejet i livet som retade upp folk." Keith hade låten på sin Ipod i ett år innan han spelade in den.

## Mottagande
Låten har mötts av blandat mottagande. Dan Milliken från Country Universe.net gav blandad kritik. I sin recension, sager han att introt later som en "hamsterdansversion" av Reba McEntires "Strange", och resten som en bilreklam. Han sa också att han inte kunde förklara om sångtexten var menade att vara seriös eller satirisk: "Jag kan inte säga att jag inte hittar allt roligt på någon konstig nivå. Det verkar ha varit ett allvarligt försök till social kommentar, och den var ganska mycket slå-eller-misslyckas, eller kanske mer av det ena än det andra, beroende på ditt perspektiv." Jed Gottlieb från The Boston Globe sade att låten "låter honom göra något roligt av hans status som politisk slagpåse medan han angrep både högern och vänster."  Stephen Thomas Erlewine från Allmusic beskrev den positivt, och förklarade att den var inte "jingoistisk" och att den "kastar ett kliniskt öga […]inte hyllar hemvärderingar, men undrar vart vi alla är på väg[.]"

## Musikvideo
Låtens video debuterade den 13 augusti 2009 på CMT. Den regisserades av Michael Salomon, och är främst animaterad med en stil som påminner av JibJabs tecknade filmer på Internet, där Keith åker motorcykel förbi scener relaterade till sångtexten. Andra scener visar evangelisten Pat Robertson som sitter på ryggen på USA:s tidigare president George W. Bush, USA:s samtida president Barack Obama som hissas I luften av bankirer, och främmande diktatorer porträtterad som pirater. Keith berättade för tidskriften Country Weekly att han kritiserades av "bloggande terrorister" dagen då videon släpptes, och sa, "Men de kan verkligen inte öppna eld i den riktning de önskar, eftersom videon gör narr av alla."

## Listplaceringar
"American Ride" debuterade på placeringen #38 på US Billboard Hot Country Songs under listveckan för den 18 juli 2009 och nådde placeringen #1 på listveckan för den 10 oktober 2009 och blev hans 19:e listetta.
| Lista (2009)                                 | Topplacering |
| -------------------------------------------- | ------------ |
| Svenska singellistan                         | 60           |
| Amerikanska Billboard Hot Country Songs      | 1            |
| Amerikanska Billboard Hot 100                | 35           |
| Kanadensiska Radio & Records Country Singles | 37           |

Den här artikeln är helt eller delvis baserad på material från engelskspråkiga Wikipedia.